# بلیز پانتر
بلیز پانتر (انگلیسی: Blaize Punter؛ زادهٔ ۲۶ دسامبر ۱۹۹۶) بازیکن فوتبال است.
از باشگاه‌هایی که در آن بازی کرده‌است می‌توان به باشگاه فوتبال منزفیلد تاون اشاره کرد.
وی همچنین در تیم ملی فوتبال آنتیگوا و باربودا بازی کرده‌است.